# Jacques Moeschal (beeldhouwer)
Jacques ridder Moeschal  (Ukkel, 31 juli 1913 – Oudergem, 24 december 2004) was een Belgische architect en beeldhouwer.

## Leven en werk
Moeschal studeerde architectuur bij Henry Lacoste aan de Academie van Brussel van 1929 tot 1941. Na zijn studie werd hij aan dezelfde academie benoemd tot hoogleraar. Hij richtte zich vrij snel tot de beeldhouwkunst, maar realiseerde als architect direct na de Tweede Wereldoorlog en tot in de jaren vijftig diverse bouwontwerpen, zoals in 1952 een woonhuis voor de Belgische musicus Arthur Grumiaux in Sint-Genesius-Rode.
Ook realiseerde hij beeldhouwwerken of reliëfs voor bouwprojecten van collega's, zoals bijvoorbeeld in 1953 voor zijn vriend Robert Schuiten (1912-1997) in de Sint-Jozefskerk in Wezembeek-Oppem. Hij was de leermeester van beeldhouwster Hilde Van Sumere.
Ter gelegenheid van de Wereldtentoonstelling van 1958 (Expo 58) in Brussel, werkte hij samen met de architecten André Paduart en Jean Van Doosselaere aan de verwezenlijking van De Pijl, na het Atomium, een van de belangrijkste attracties van het evenement. De Pijl werd in 1970 gesloopt.
De monumentale, architectonische werken van Moeschal zijn geïnspireerd door vooruitgang en techniek. De sculpturen van aluminium, staal en beton zijn veelal geometrisch-abstracte bakens langs de weg en in het landschap.
Als steenbeeldhouwer was Moeschal deelnemer aan diverse beeldhouwersymposia, onder andere in Oostenrijk (1959) en Israël (1962).

## Privé
Moeschal was in 1944 getrouwd met Nathalie Daniltchouck (Minsk, 25 maart 1918 - Oudergem, 15 december 2008).
In 1992 werd hij ten persoonlijke titel in de adel opgenomen, met de titel van ridder. Hij nam als wapenspreuk: Rigueur et mesure.
Hij was lid van de Académie royale des Beaux-Arts van België.

## Werken (selectie)

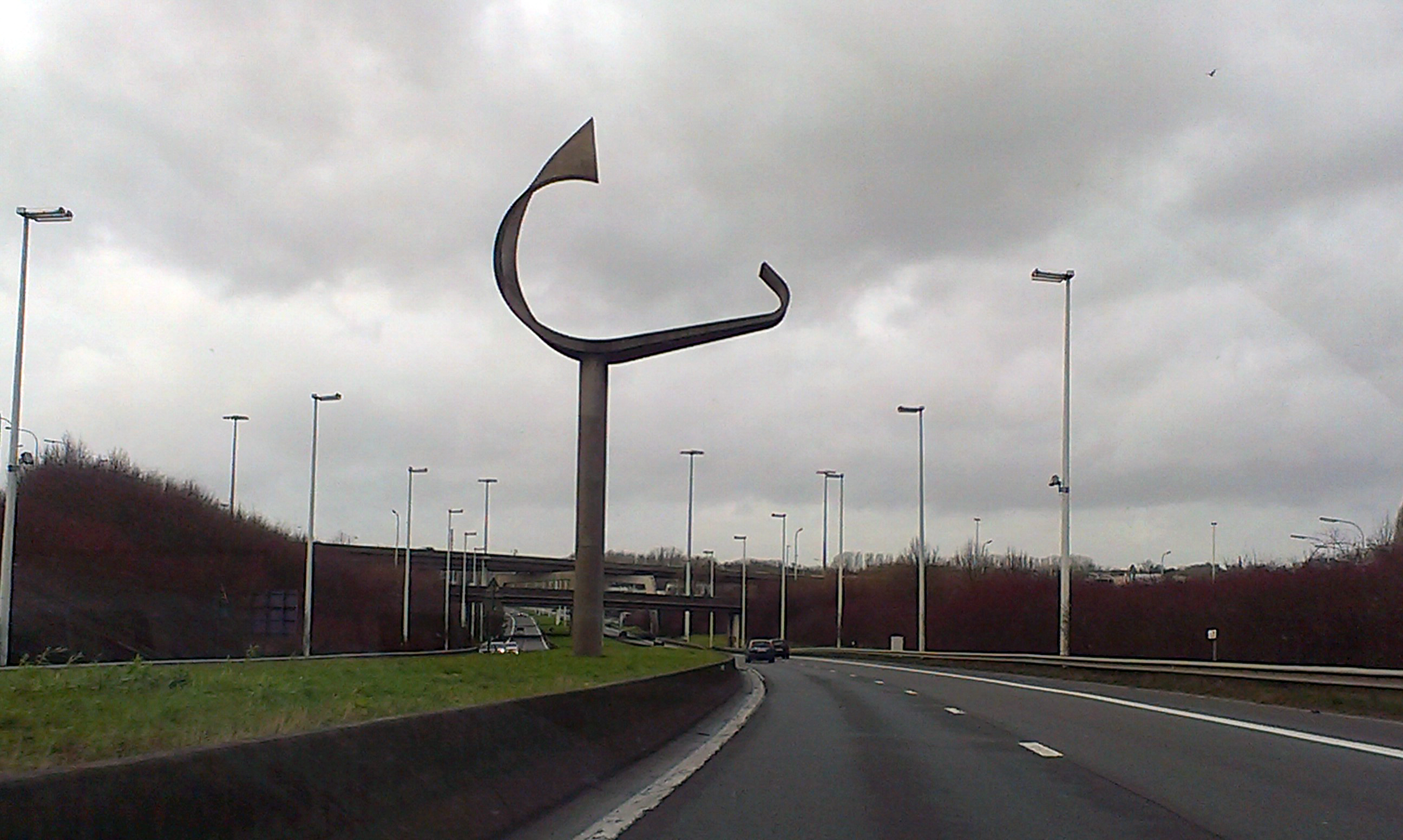
Signaal van Zellik

- De Pijl[2], Wereldtentoonstelling 1958.
- Zonder titel, Symposion Europäischer Bildhauer in Sankt Margarethen im Burgenland (1959)
- Capteur de lumière, Symposium Negev-woestijn (1962)
- Signaal van Zellik (of Groot-Bijgaarden), aansluiting E40 op de Brusselse Ring (1963)
- Waterbassin/fonteinbeeld, Zuidertoren in Sint-Gillis samen met Jean-Pierre Ghysels (1966)
- De Lichtvanger[3], Ruta de la Amistad in Mexico-Stad t.g.v. de Olympische Zomerspelen 1968
- Signal d'Hensies, autosnelweg E19 Brussel – Parijs op de Belgisch-Franse grens tussen Hensies en Saint-Aybert (1972)
- De Sjouwer in Aalbeke, autosnelweg E17 Gent - Rijsel (1974)
- Huize De Keignaert bij Oostende (1974)
- Sculpture architecturale cubique, Cultureel Centrum in Oudergem
- Plafondschildering, Zuidstation in Brussel (1988)q
- Signe de lumière, Naamsepoort in Brussel (1999)
- Voie des airs, Brussels Airport (Luchthaven Zaventem) (2002)